# Оманакуттан, Парвати
Парвати Оманакуттан (англ. Parvathy Omanakuttan, род. 13 марта 1987 года) — индийская актриса, модель и участница конкурсов красоты. Обладательница титула Мисс Индия 2008 года и 1-я вице-мисс Мисс Мира 2008, где она также получила титул Мисс Мира Азия и Океания.

## Биография
Парвати Оманакуттан родилась в Чанганассери, Керала, Индия, а детство провела в Мумбаи. Она посещала старшую школу Sheth Chunnilal Damodardas Barfiwala, а позже окончила Митхибайский колледж по специальности искусство, а также изучала социологию, философию и английскую литературу.

## Участия в конкурсах красоты
В декабре 2007 года Парвати стала первой в истории победительницей конкурса красоты Мисс Индия Юг 2008, проходившем в Международном выставочном центре Хайдарабад. Эта победа позволила ей квалифицироваться сразу в десятку финалисток конкурса Мисс Индия 2008. Кроме того, она также стала обладательницей титулов Мисс Красивые волосы и Мисс Лучшая походка.
В 2008 году Парвати стала победительницей конкурса Мисс Индия 2008. Согласно новому формату конкурса, с 2007 года победительница Мисс Индия представляет страну на Мисс Мира. Кроме того, Оманакуттан стала обладательницей титулов Мисс Фотогеничность, Мисс Личность и Мисс Красивые волосы.
На 58-м конкурсе красоты Мисс Мира, проходившем в декабре 2008 года в Йоханнесбурге, Южная Африка, Парвати дошла до Большого финала и, в итоге, стала первой вице-мисс. Она также заняла второе место в соревновании Топ-модель и вошла в число финалисток в конкурсе Мисс пляж.

## Карьера актрисы
Дебютным фильмом для Парвати в Болливуде стала картина United Six режиссёра Вишала Арьяна Синха. В 2012 году она снялась в фильме на тамильском языке Billa II, в котором сыграла роль Джасмин — «эмоциональный фактор в жизни Дэвида Билла». В 2013 года Оманакуттан дебютировала в малаяламском фильме KQ, в котором она сыграла роль журналистки, «женщины сегодняшнего дня, сильной и независимой со своей системой ценностей». В августе 2013 года сыграла роль в хинди-язычном фильме Pizza — ремейке одноимённого тамильского фильма 2012 года.
Когда Парвати спросили, участвовала ли она в конкурсе Мисс Индия, чтобы потом попасть в Болливуд, она ответила, что в настоящее время титул Мисс Индия уже не является залогом того, что ты станешь актрисой. По её словам, нужно уметь играть, что не всем дано с рождения и не все могут научиться этому.

## Фильмография
| Год  | Фильм      | Роль    | Язык       |
| ---- | ---------- | ------- | ---------- |
| 2011 | United Six | Шайна   | Хинди      |
| 2012 | Billa II   | Джасмин | Тамильский |
| 2013 | KQ         | Санейна | Малаялам   |
| 2014 | Pizza      | Никита  | Хинди      |
| 2015 | Nambiar    |         | Тамильский |